# Mường Mùn
Mường Mùn là một xã thuộc huyện Tuần Giáo, tỉnh Điện Biên, Việt Nam.

## Địa lý
Xã Mường Mùn nằm ở phía tây bắc huyện Tuần Giáo, có vị trí địa lý:
- Phía đông giáp xã Mùn Chung
- Phía tây giáp xã Pú Xi
- Phía nam giáp xã Mường Khong và xã Mường Thín
- Phía bắc giáp huyện Mường Chà và huyện Tủa Chùa.

Xã Mường Mùn có diện tích 88,90 km², dân số năm 2022 là 6.180 người, mật độ dân số đạt 69 người/km².

## Hành chính
Xã Mường Mùn được chia thành 12 bản: Gia Bọp, Hỏm Hốc, Huổi Cáy, Huổi Khạ, Huổi Lốt, Lim, Mường I, Mường II, Nà Chua, Pú Piến, Ta Pao, Xuân Tươi.

## Lịch sử
Ngày 25 tháng 8 năm 2012, Chính phủ ban hành Nghị quyết số 45/NQ-CP về việc thành lập xã Pú Xi trên cơ sở 12.212,11 ha diện tích tự nhiên và 2.351 người của xã Mường Mùn.
Sau khi điều chỉnh địa giới hành chính, xã Mường Mùn còn lại 8.890 ha diện tích tự nhiên với 4.747 người và 18 bản: Mường 1, Mưởng II, Mường III, Mường IV, Lim, Hốc, Hỏm, Xuân Tươi, Hồng Phong, Nà Chua, Huổi Cây, Gia Bọp, Huổi Khạ, Pú Diễn, Cọ Nghịu, Huổi Lốt I, Huổi Lốt II, Ta Pao.
Ngày 6 tháng 12 năm 2019, HĐND tỉnh Điện Biên ban hành Nghị quyết số 148/NQ-HĐND về việc:
- Sáp nhập Bản Mường II vào Bản Mường I.
- Thành lập Bản Mường II trên cơ sở Bản Mường III và Bản Mường IV.
- Sáp nhập bản Hồng Phong vào bản Xuân Tươi.
- Thành lập bản Huổi Lốt trên cơ sở 3 bản: Huổi Lốt I, Huổi Lốt II, Co Nghịu.
- Thành lập bản Hỏm Hốc trên cơ sở Bản Hỏm và Bản Hốc.